# Касьяро, Райан
Райан Касьяро (англ. Ryan Casciaro; 11 мая 1984, Гибралтар) — гибралтарский футболист, выступавший на позиции защитника. Выступал за сборную Гибралтара. Брат Кайла и Ли Касьяро.

## Биография

### Клубная карьера
Начинал играть в футбол в 2000 году в команде «Гибралтар Юнайтед». В 2006 году перешёл в «Линкольн Ред Импс», с которым стал многократным чемпионом и обладателем Кубка страны. В составе «Линкольна» провёл около 12 лет и покинул команду, только в 2018 году, после чего, подписал контракт с командой «Сент-Джозефс».

### Карьера в сборной
В 2011 году вместе со сборной Гибралтара выступал на Островных играх, где сыграл во всех четырёх матчах и занял с командой 5 место.
19 ноября 2013 года он принял участие в первом официальном товарищеском матче Гибралтара против сборной Словакии (0:0) и провёл на поле все 90 минут. Райан продолжал выступать за сборную вплоть до 2018 года и сыграл в её составе 24 матча (без учёта матчей, сыгранных до вступления Гибралтара в УЕФА).

## Достижения
«Линкольн Ред Импс»
- Чемпион Гибралтара (11): 2006/07, 2007/08, 2008/09, 2009/10, 2010/11, 2011/12, 2012/13, 2013/14, 2014/15, 2015/16, 2017/18
- Обладатель Кубка Гибралтара (8): 2006/07, 2007/08, 2008/09, 2009/10, 2010/11, 2013, 2014, 2015
- Обладатель Суперкубка Гибралтара (?): 2015

## Личная жизнь
Райан является сотрудником полиции Гибралтара. Его братья Кайл и Ли также являются футболистами и выступают за сборную Гибралтара. Интересно, что Ли так же как и Райан, по основной профессии — полицейский.